# Aulo Lárcio Prisco
Aulo Lárcio Prisco (em latim: Aulus Larcius Priscus) foi um senador e general romano nomeado cônsul sufecto para o nundínio de outubro a dezembro de 110 com Sexto Márcio Honorato. Sua carreira é pouco usual porque Prisco assumiu um posto muito sênior, o de governador da Síria em 97, ainda muito jovem, o que tem sido interpretado como sinal de sua participação no conflito decorrente da morte de Nerva e da ascensão de Trajano. Sua vida é conhecia quase que inteiramente apenas através de inscrições.

## Origem
Segundo estudos modernos, Prisco era filho de Aulo Lárcio Lépido Sulpiciano e de Cecina Larga. Seu pai foi questor do procônsul de Creta e Cirenaica e legado da Legio X Fretensis em 70; como ele não assumiu nenhum posto de status pretoriano ou acima, presume-se que ele tenha morrido antes disto. O avô materno de Prisco era Caio Sílio Aulo Cecina Largo, cônsul em 13, e seus avós paternos foram Aulo Lárcio Galo, um equestre, e Sulpícia Telerona, filha de um aristocrata cretense. Sabe-se ainda que ele teve uma irmã, chamada Cecina Larga.

## Primeiros anos
Por conta de uma inscrição encontrada em Timgad, na moderna Argélia, e erigida por um conselho municipal comemorando seu patrocínio, sua carreira política é conhecida até o ano de seu consulado. Ele próprio mandou gravar uma dedicação a Júpiter Ótimo Máximo alguns anos antes em Foum-Meriel, também na Argélia, o que permitiu discernir a ordem dos cargos assumidos por ele.
A carreira de Prisco começou com o posto de sevir equitum Romanorum, um dos responsáveis pela revisão anual dos membros da ordem equestre. Em seguida, ele foi membro de um dos comitês dos vigintiviri, os decemviri stlitibus judicandis, um dos quatro comitês cuja participação geralmente era um passo obrigatório para a admissão ao Senado Romano. Em seguida, Prisco foi questor e com esta posição finalmente foi admitido como senador (adlectio). Dos vinte questores nomeados anualmente, dez eram alocados para ajudar os procônsules das províncias senatoriais e Prisco recebeu a Ásia, a mais prestigiosa.
Foi durante seu mandato na Ásia que a carreira de Prisco se tornou única. Seu próximo posto foi o de legado da Legio IV Scythica, que na época estava posicionada na vizinha província da Síria. Normalmente, um senador não recebia o comando de uma legião antes de se tornar pretor, uma magistratura muito mais alta do que a atingida por Prisco. Sua posição seguinte foi ainda mais extraordinária: governador da província da Síria, um posto de status consular. Segundo fontes confiáveis, Prisco foi governador entre 97 e 98, doze anos antes de se tornar cônsul.
Escrevendo a um amigo sobre o curto reinado do imperador Nerva, Plínio, o Jovem, faz alusão a relatos alarmantes sobre um indivíduo à frente de um massivo exército na porção oriental do império. Geralmente assume-se que esta pessoa seria o governador da Síria. Além disto, por causa da data, assume-se que esta pessoa seria um rival de Trajano para o posto de sucessor de Nerva. O predecessor de Prisco como governador foi Marco Cornélio Nigrino Curiácio Materno, um experiente general que havia conquistado vitórias para Domiciano durante sua campanha dácia e que desapareceu da história neste ponto. Qualquer rival de Trajano, assim que ele assumiu o trono, presumivelmente teria sido removido de posições estratégicas e, possivelmente, executado, o destino provável de Materno.

## Carreira na Síria
Depois de sua anômala promoção, Prisco retornou a Roma e retomou sua carreira. Ele assumiu mais duas magistraturas republicanas, tribuno da plebe e pretor e depois serviu como legado do procônsul da Hispânia Bética. Depois disto, ele foi praefectus frumenti dandi (o responsável pela distribuição da ração diária gratuita de cereais em Roma), legado da II Augusta, na Britânia, e da III Augusta entre 105 e 108, um posto que era equivalente ao de governador da Numídia. Durante este último mandato, Prisco se envolveu numa campanha militar, mas quase nada se sabe sobre ela. Em seguida, foi governador proconsular da Gália Narbonense entre 108 e 109.
Finalmente, Prisco foi nomeado cônsul sufecto em 110, o mesmo ano no qual ele foi admitido entre os septênviros epulões. Nada se sabe sobre seus atos durante seu mandato. Edmund Groag sugeriu que uma inscrição indica que Prisco teria sido governador da Capadócia em algum momento, mas Frederik Juliaan Vervaet demonstrou depois que a inscrição em questão é uma referência ao general Córbulo. Curiosamente, Anthony Birley especula, com base em erros gramaticais em uma de suas inscrições, que seu pouco estudo teria limitado suas oportunidades de carreira.

## Família
Prisco se casou, mas o nome de sua esposa é desconhecido. O casal teve pelo menos um filho (ou neto), Aulo Lárcio Lépido Plariano.